# Geel speldenkussentje
Geel speldenkussentje (Pertusaria flavida) is een korstmossoort uit de familie Pertusariaceae. Het komt voor op bomen.

## Determinatie
Het thallus is vrij dik, ongelijk en grofrandig. De kleur is bleek of helder zwavelgeel tot geelgroengrijs of geelbruin, soms met een bleke tot donkergrijze rand. Apotheciën komen zeer zeldzaam voor, deze zijn zwartbruin en puntvormig.
Het thallus heeft de volgende kenmerkende kleurreacties: C+ (oranje), K–, KC+ (oranje), Pd–, UV+ (feloranje of geeloranje).
De asci zijn (4–)8-sporig. De ascosporen meten 60–100 × 25–40 µm, de wand is 7–10 µm dik en minder dan 20 µm dik aan de uiteinden.

## Ecologie
Geel speldenkussentje komt vooral voor op gladde en ruwe schors van goed belichte, volwassen loofbomen. Doorgaans gaat het om solitaire bomen, laanbomen en bomen in open bossen en parken.

## Verspreiding
Geel speldenkussentje komt met name voor in Europa. In Nederland is het zeer zeldzaam. De soort staat op de Nederlandse Rode Lijst in de categorie 'kwetsbaar'.